# 塞雷希納
49°27′36″N 34°49′50″E / 49.46000°N 34.83056°E
塞雷希納（羅馬化：Seleshchyna）是烏克蘭中部的村莊，隸屬波爾塔瓦州的波爾塔瓦區。該村處於塔哈姆雷克河畔，距離巴濟利夫希納0.5公里，始建於1656年，面積6.765平方公里，2024年人口3,458。